# Terremoto de Gorgona de 2007
El terremoto de Gorgona de 2007 fue un terremoto de magnitud local de 7.0. Su epicentro se ubicó en la isla Gorgona, Cauca, Colombia.

## Localización
2,927° Grados de latitud Norte.
78,212° Grados de longitud Oeste.
Profundidad Superficial.

## Distancias
72 km al noroccidente de la cabecera municipal de Guapí en el departamento de Cauca.

## Terremoto
El ambiente tectónico de Colombia está marcado por la convergencia de las placas Caribe, Nazca y Suramérica, y la principal amenaza sísmica para Colombia está definida por el proceso de subducción de la placa de Nazca bajo Suramérica, con una velocidad de convergencia estimada en 6 dm por año. Esta zona generó los dos terremotos más grandes que afectaron el país durante el siglo XX, respectivamente, en el mismo segmento del sismo del 9 de septiembre de 2007.

## Daños
La zona principal de daños se localizó en el litoral pacífico, en límites de los departamentos de Cauca y Nariño, municipios de Guapí, Santa Bárbara, El Charco, La Tola, Olaya Herrera y Mosquera. El área afectada abarcó una extensión aproximada de 2400 km², correspondiente a una costa aluvial inundable, disectada por ríos cortos caudalosos (Guapí, Iscuandé, Tapaje, Sanquianga), que configuran una densa red de esteros.